# Будапеща Арена
Будапещенската спортна арена „Ласло Пап“ е спортен център в Будапеща, Унгария. Най-голямата арена в цялата страна носи името на боксьора Ласло Пап и е с капацитет 12 500 души. В нея често се провеждат концерти.